# Michał Zadara
Michał Zadara (n. 19 octombrie 1976, Varșovia) este un regizor de teatru, scenarist și politolog polonez.

## Biografie
La vîrsta de 3 ani a plecat împreună cu părinții în Austria. A absolvit Facultatea de Regie a Școlii Superioare de Teatru din Cracovia. Din 2004 a regizat pentru Teatrul Wybrzeże din Gdańsk, Teatrul Stary (Vechi) din Cracovia, Teatrul Współczesny din Wrocław, Teatrul Național din Varșovia, Teatrul Współczesny din Szczecin, Teatrul „Maxim Gorki” din Berlin și Teatrul Habim din Tel Aviv. În anul 2007 a fost premiat cu Pașaportul săptămânalului „Polityka”, cel mai prestigios premiu cultural din Polonia, pentru activitatea sa creatoare.